# Sørig
Sørig (tot 2010: Sørig Kirkedistrikt) is een parochie van de Deense Volkskerk in de Deense gemeente Hjørring. De parochie maakt deel uit van het bisdom Aalborg en telt 371 kerkleden op een bevolking van 371 (2004). Historisch was de parochie deel van de herred Horns. In 1970 werd Sørig ingedeeld in de gemeente Hirtshals, die in 2007 opging in de vergrote gemeente Hjørring.
Sørig kreeg in 1902 een eigen kerk. Dat was destijds een filiaalkerk van Tversted. In 2010 werd Sørig uiteindelijk een zefstandige parochie.
Asdal · Astrup · Bindslev · Bjergby · Byrum · Hals · Hirtshals · Hørmested · Horne · Lendum · Mosbjerg · Mygdal · Sindal · Sørig · Tolne · Tornby · Tversted · Uggerby · Ugilt · Vesterø · Vidstrup